# La hija del payaso
La hija del payaso es una película mexicana de la época de oro del cine mexicano. Tragicomedia dentro del ambiente del mundo del circo, donde "Chachita" no se entretiene solamente domando elefantes y tocando la marimba, sino que también ayuda a ahuyentar a una atractiva caballista rubia (Joan Page).

## Reparto
- Evita Muñoz "Chachita"
- José Luis Jiménez
- Joan Page
- Agustín Irusta
- Alfonso Bedoya
- Manuel Arvide
- Natalia Ortiz
- Vicente Padula
- Elvia Salcedo
- Aurora Walker

- Datos: Q5966937